# Junges Theater Bremen
Das Junge Theater Bremen war von 1991 bis 2012 ein Freies Theater in Bremen und hat sich neben zeitgenössischen Schauspiel-Inszenierungen und interdisziplinären Festivals und Reihen einen Namen als Uraufführungstheater im Bereich Chanson, Comedy und Kabarett gemacht. Zum Spielplan gehörten regelmäßig jährlich zwei bis drei Ur- und Erstaufführungen von Stücken und Stoffen junger Autoren.

## Spielstätten und Produktion
Das Junge Theater Bremen bespielte mehrere Bremer Spielstätten: Zuletzt seit 2003 die Schwankhalle in der Bremer Neustadt, von 1999 bis 2005 eine Halle („Tor 48“) am alten Güterbahnhof beim Bremer Hauptbahnhof und 2005–2010 eine alte Stauerei im neuen Stadtteil Überseestadt. Zuvor bespielte es u. a. das Bremer Concordiatheater, den Brauhauskeller des Bremer Theaters und gastierte mit einzelnen Produktionen im Packhaustheater Bremen, im Bremer Lagerhaus und im Atrium. 1992–1997 betrieb das Junge Theater Bremen ein eigenes Theater in der Friesenstraße 16, wo heute das Bremer Kriminal Theater arbeitet.
Das Junge Theater Bremen hat sich regelmäßig als Koproduzent an verschiedenen Formen der Stadtbespielung beteiligt – von der Bespielung ganzer Straßenzüge über temporär für die kulturelle Nutzung hergerichtete Gelände und Gebäude bis hin zu Beteiligungsformaten im Rahmen der Stadtentwicklung und der Stadtteilarbeit mit dem Projekt „freiRäumeN“ in Kooperation mit Stadtgrün Bremen. Seit 2002 suchte das Junge Theater Bremen eine Neupositionierung als Freies Theater der Stadt Bremen und entwickelte mit dem Bremer Senator für Kultur die Schwankhalle als Ort für Performing Arts und „Raum für Ideen“ in Bremen.
Ab 2009 teilte das Junge Theater Bremen seine Produktionslabels unter neuen Namen neu auf und firmiert seitdem für Theater-Inszenierungen und -Eigenproduktionen „Alte Liebe Produktion“ und als Veranstaltungsagentur als „Klons – das Büro für weiterführende Kultur“.
Seit 2013/14 verwendet auch das Theater Bremen die Bezeichnung „Junges Theater Bremen“ gelegentlich für seine Jugendproduktionen und theaterpädagogischen Angebote.

## Geschichte
Das Junge Theater Bremen hat seit 1992 in Bremen immer wieder neue Orte für Theater, Musik und Kultur entdeckt, entwickelt und etabliert. Dazu gehören der seit 1993 vom Stadttheater bespielte Brauhauskeller, die von 1992 bis 1999 zum Theater ungenutzte eigene Spielstätte in der Bremer Friesenstraße 16–19, die seit 2000 kommerziell genutzt wird, sowie von 2001 bis 2010 eine Halle am alten Güterbahnhof beim Bremer Hauptbahnhof (Tor 48), um die herum sich viele weitere Künstler angesiedelt haben und aus der sich die seit 2011 betriebene, eigenständige Veranstaltungsstätte Schaulust entwickelt hat.
Seit 2003 bespielte und betrieb das Junge Theater Bremen mit anderen Gruppen das Kunst- und Künstlerhaus Schwankhalle in der ehemaligen Remmer-Brauerei in der Bremer-Neustadt und von 2006 bis 2012 die Alte Stauerei in der Bremer Überseestadt im ehemaligen Hafen von Bremen. Diese war ein Spielort für Clubprogramme, Theaterabende, Lesungen und Shows, der anschließend ebenfalls kommerziell weiter genutzt und entwickelt wurde.
Das Theater wurde von 2005 bis 2012 geleitet von Anja Wedig, Susanne von Essen und Youdid Poppe.
Die Theatermacher sahen als „Zentrum der Arbeit die wache Wahrnehmung und zeitgemäße Abbildung von Welt und Alltag, politisch phantasievoll und künstlerisch innovativ.“ Dabei wurden neue Theaterformen ausprobiert und mit Künstlern originäre Formate entwickelt, die auch längere Erprobungs- und Entwicklungsphasen, Tryouts und Anlaufzeiten haben konnten.
Seit 2000 hatte sich das Theater als mobiles Theaterlabor immer wieder intensiv mit der Bespielung verschiedener Örtlichkeiten im Stadtraum beschäftigt – eines Parkhauses, eines Supermarktes, eines Autoscooters, von Wohnungen und Kneipen. Daraus hervorgegangen sind u. a. ein heute von der Schwankhalle weiterbetriebenes Radiostudio und -programm, ein nach der Entwicklung an soziale Träger übergebener Stadtteil-Kiosk mit Nachbarschaftsprogramm am Werdersee der Kleinen Weser sowie das inzwischen privatwirtschaftlich betriebene „Radieschen - Kaffee und Erinnerungen“ am Bremer Friedhof Buntentor.
Das Junge Theater Bremen hat im Rahmen seiner Projekte regelmäßig Mitarbeiter in den Bereichen Veranstaltungstechnik und Veranstaltungsmanagement sowie Veranstaltungskaufleute umgeschult oder ausgebildet.

## Konzeption
Das Junge Theater Bremen versucht mit Projekten über seine Schauspiel-Inszenierungen hinaus, Stadtraum und Medien zu bespielen und in interdisziplinären Projekten mit Stadtplanern, Soziologen, Journalisten die Grenzen und Aufgaben von Kunst auch im Hinblick auf Arbeit, Bildung, Stadtentwicklung und Medienformate erkennbar zu machen. Dazu gehören neben regelmäßigen Radioprogrammen ein „Kiosk Festival“, ein „Gärten Festival“ und das Hörkunst-festival „HörZu: Zeichen & Wunder“, die Stadtbespielung „freiRäumeN“ oder Projekte „an den Grenzen von Kunst, Medizin und Geisteswissenschaft“ gemeinsam mit dem „Haus im Park“ am Klinikum Bremen-Ost.
Bei dem jährlichen Festival „Theater für alle“ ist jeweils für einen ganzen Monat im Jahr (meistens Oktober oder November) tagtäglich der Eintritt frei bzw. kann in seiner Höhe und Art vom Publikum selbst bestimmt werden.
Koproduktionen finden gemeinsam mit freien Autoren, Theatern und Regisseuren statt – neben anderen mit dem kunst:raum Sylt-Quelle auf Sylt, dem Theaterhaus Weimar, der Berliner Figurentheatergruppe Das Helmi, der Berliner Tanzkompagnie two fish.
Einmal jährlich schreibt das Junge Theater Bremen den Bremer Autoren- und Produzentenpreis aus, der einer Neudefinition des Autorenbegriffs in der darstellenden Kunst Rechnung tragen will.

## Inszenierungen (Auswahl)
- Konzert im Ei von Nicholas Hause, Uraufführung, Regie Carsten Werner, 1992
- Schönheit irritiert von Martin Östreicher, Uraufführung, 1993
- Anarchie in Bayern von Rainer Werner Fassbinder, Regie Carsten Werner, 1990/1993
- Brut von Matthias Zschokke, Regie Thomas Bammer, 1993
- Tätowierung von Dea Loher, Regie Carsten Werner, 1993
- Der Disney Killer von Philip Ridley, Regie Claudia Oberleitner, 1993
- Eingemauert von Jürgen Alberts, Regie Erkan Altun (1993)
- Yvonne, Burgunderprinzessin von Witold Gombrowicz, Regie Carsten Werner, 1993/1994
- In meinen Träumen läutet es Sturm – das Leben und die Chansons von Mascha Kaléko, mit Julia Schöb und Rainer Bielfeldt, Regie Erkan Altun, 1995
- Das neue Kleid kriegst trotzdem Du von Max Goldt u. Friedhelm Kändler, Regie: Nomena Struß, Musik: Mark Scheibe, 1995
- Ich bin das Volk von Franz Xaver Kroetz, Regie Ralf Knapp, 1996
- Pterodactyklus von Nicky Silver, Regie Sybille Linke, 1996
- Die Präsidentinnen von Werner Schwab, Regie Ralf Knapp, 1996
- Das neue Stück heißt trotzdem Kleid von Max Goldt u. Friedhelm Kändler, Regie: Nomena Struß, Musik: Mark Scheibe, 1997
- Headstate von Irvine Welsh, Dt. Erstaufführung, Regie Heiko Senst, 1997
- The Black Rider von Wilson/Waits/Burroughs, Regie: Ralf Knapp und Sibylle Linke, Musik: Mark Scheibe, 1997
- Perfect Bodies, Perfect Minds von Wolfgang Spielvogel, Uraufführung, 1998
- Kanak Sprak von Feridun Zaimoglu, Uraufführung, Regie Rainer Iwersen, 1998
- Good Man Charlie Brown, Musical von Clark Gesner, dt. von Nicholas Hause, dt. Erstaufführung, Regie Heiko Senst
- Frank Schwein sagt Hallo von Patrick Mc Cabe, dt. Erstaufführung, Regie Ralf Knapp, 1998
- Groupie, Musical von Michael Pundt, Uraufführung, Regie Michael Pundt, 1999
- www.MannFrauHut.de nach Oliver Sacks, Regie Ralf Knapp und Anke Thiessen, 1999
- Familiengeschichten Belgrad von Biljana Srbljanovic, Regie Anja Wedig, 1999
- Mercedes von Thomas Brasch, Regie Carsten Werner, Judica Albrecht, Claus Franke, 1999
- Shoppen & Ficken von Mark Ravenhill, 2000
- The Race von Alexeji Schipenko, Uraufführung, Regie Alexeji Schipenko, 2000
- Dossier: Ronald Akkerman von Suzanne van Lohuizen, Regie Sibylle Linke, 2000
- Disco Pigs von Enda Walsh, Regie Anja Wedig, 2001
- Die Vagina Monologe von Eve Ensler, Regie Friederike Füllgrabe, 2001
- Marie, Woyzeck, ... von Georg Büchner, Regie Anja Wedig, 2002
- Parasiten von Marius von Mayenburg, Regie Ralf Knapp, 2002
- Satansbraten von Rainer Werner Fassbinder, Uraufführung, Regie Anke Thiessen und Carsten Werner, 2002
- Untersuchung eines Zufalls von Alexei Schipenko, Uraufführung, Regie Alexei Schipenko, 2002
- Sieben Sekunden von Falk Richter, Uraufführung, Regie Carsten Werner, 2003
- Tattoo von Igor Bauersima, Regie Carsten Werner, 2003
- Ja. Tu Es. Jetzt. von Feridun Zaimoglu, Uraufführung, Regie Nomena Struß, 2003
- Gut zu wissen – Zeit heilt keine Wunden von Michael Stauffer, Regie Anja Wedig, 2004
- Peanuts von Fausto Paravidino, 2004
- Ersatzverkehr 2004 ... – und rechts die malmenden Irrfelsen von Lajos Talamonti (Koproduktion mit Was-Ist-Das-Produktionen Berlin)
- Electronic City  von Falk Richter, Regie Carsten Werner und Erkan Altun (2004)
- Roberto Zucco  von Bernard Marie Koltès, Regie Carsten Werner (2004)
- Helges Leben von Sibylle Berg, Regie Nomena Struß und Carsten Werner, 2005
- Nachtwache von Lars Norén, Regie Heiko Senst, 2005
- Angstmän v. Hartmut El Kurdi, Regie Anja Wedig, 2005
- Mäusebuttervon Janine Classen und Anja Wedig, Regie: Anja Wedig (2006)
- Das gemeine Wesen von Hermann Bohlen, Regie: Hermann Bohlen und Judith Lorentz (2006)
- Das höchste Glück von Milo Rau, Regie: Heiko Senst, 2006
- Clavigo von Johann Wolfgang Goethe, Regie Carsten Werner (2006)
- Arsen und Spitzenhäubchen Koproduktion mit Das Helmi, 2006
- Weihnachten auf hoher See von Cora Frost, Regie: Cora Frost und Nomena Struß, 2006
- Spieltrieb von Juli Zeh, Regie Anja Wedig und Carsten Werner, 2007
- STRASSE IST STRASSE UND KEINE KONZEPTKUNST von Ulf Aminde, Koproduktion, 2007
- Abtrünnig von Reinhard Jirgl, Koproduktion mit Theaterhaus Weimar, Regie Janek Müller, 2007
- progressive negative capability von two fish, Koproduktion, 2007
- Sagt Lila von Chimo, Regie Andre Sebastian, 2008
- Alpenrepublik Bremen von Alpenrepublik Deutschland, Regie Stefanie Frauwallner, 2008
- Corpus Delicti von Juli Zeh, Regie Anja Wedig, 2008
- Oben aufm Berg – mit Stephan Remmler-Songs auf der Suche nach dem Schatz der verlorenen Gefühle, Regie Carsten Werner, mit Denis Fischer, Janine Claßen, Günther Grollitsch, Verena Fleißner, Ralf Stahn (Musik) und Carsten Sauer (Musik), 2009